# Championnat du monde féminin de handball 1971
Navigation
Allemagne de l'Ouest 1965 Yougoslavie 1973
Le 4e championnat du monde féminin de handball  s'est déroulé aux Pays-Bas du 11 au 19 décembre 1971.
La compétition est remportée pour la première fois par l'Allemagne de l'Est, vainqueur en finale de la Yougoslavie. L'Hongrie complète le podium.

## Qualifications
| Nombre | Moyen de qualification              | Qualifié(s)                                                           |
| ------ | ----------------------------------- | --------------------------------------------------------------------- |
| 1      | Organisateur                        | Pays-Bas                                                              |
| 2      | Championnat du monde 1965           | Hongrie, Yougoslavie                                                  |
| 5      | Qualifications européennes          | Danemark, Allemagne de l'Ouest, Allemagne de l'Est, Norvège, Roumanie |
| 1      | Tournois de qualification asiatique | Japon                                                                 |

## Tour préliminaire

### Groupe A
|   | Équipe               | Pts | J | G | N | P | Bp | Bc | Diff |
| - | -------------------- | --- | - | - | - | - | -- | -- | ---- |
| 1 | Danemark             | 4   | 2 | 2 | 0 | 0 | 23 | 18 | 5    |
| 2 | Allemagne de l'Ouest | 2   | 2 | 1 | 0 | 1 | 21 | 19 | 2    |
| 3 | Japon                | 0   | 2 | 0 | 0 | 2 | 14 | 21 | -7   |

| Équipe 1             | Score   | Équipe 2             |
| -------------------- | ------- | -------------------- |
| Allemagne de l'Ouest | 10 – 7  | Japon                |
| Danemark             | 11 – 7  | Japon                |
| Danemark             | 12 – 11 | Allemagne de l'Ouest |

### Groupe B
|   | Équipe      | Pts | J | G | N | P | Bp | Bc | Diff |
| - | ----------- | --- | - | - | - | - | -- | -- | ---- |
| 1 | Yougoslavie | 3   | 2 | 1 | 1 | 0 | 26 | 19 | 7    |
| 2 | Roumanie    | 3   | 2 | 1 | 1 | 0 | 20 | 18 | 2    |
| 3 | Norvège     | 0   | 2 | 0 | 0 | 2 | 13 | 22 | -9   |

| Équipe 1    | Score   | Équipe 2 |
| ----------- | ------- | -------- |
| Yougoslavie | 14 – 7  | Norvège  |
| Roumanie    | 8 – 6   | Norvège  |
| Yougoslavie | 12 – 12 | Roumanie |

### Groupe C
|   | Équipe             | Pts | J | G | N | P | Bp | Bc | Diff |
| - | ------------------ | --- | - | - | - | - | -- | -- | ---- |
| 1 | Allemagne de l'Est | 4   | 2 | 2 | 0 | 0 | 24 | 16 | 8    |
| 2 | Hongrie            | 2   | 2 | 1 | 0 | 1 | 20 | 12 | 8    |
| 3 | Pays-Bas           | 0   | 2 | 0 | 0 | 2 | 11 | 27 | -16  |

| Équipe 1           | Score  | Équipe 2 |
| ------------------ | ------ | -------- |
| Hongrie            | 12 – 3 | Pays-Bas |
| Allemagne de l'Est | 15 – 8 | Pays-Bas |
| Allemagne de l'Est | 9 – 8  | Hongrie  |

## Tour principal

### Places 7 à 9
|   | Équipe   | Pts | J | G | N | P | Bp | Bc | Diff |
| - | -------- | --- | - | - | - | - | -- | -- | ---- |
| 7 | Norvège  | 3   | 2 | 1 | 1 | 0 | 21 | 18 | 3    |
| 8 | Pays-Bas | 2   | 2 | 1 | 0 | 1 | 19 | 20 | -1   |
| 9 | Japon    | 1   | 2 | 0 | 1 | 1 | 23 | 25 | -2   |

| Équipe 1 | Score   | Équipe 2 |
| -------- | ------- | -------- |
| Norvège  | 12 – 12 | Japon    |
| Norvège  | 8 – 7   | Pays-Bas |
| Pays-Bas | 13 – 11 | Japon    |

### Groupe I
|   | Équipe             | Pts | J | G | N | P | Bp | Bc | Diff |
| - | ------------------ | --- | - | - | - | - | -- | -- | ---- |
| 1 | Allemagne de l'Est | 4   | 2 | 2 | 0 | 0 | 24 | 17 | 7    |
| 2 | Roumanie           | 1   | 2 | 0 | 1 | 1 | 21 | 23 | -2   |
| 3 | Danemark           | 1   | 2 | 0 | 1 | 1 | 18 | 23 | -5   |

| Équipe 1           | Score   | Équipe 2 |
| ------------------ | ------- | -------- |
| Roumanie           | 11 – 11 | Danemark |
| Allemagne de l'Est | 12 – 10 | Roumanie |
| Allemagne de l'Est | 12 – 7  | Danemark |

### Groupe II
|   | Équipe               | Pts | J | G | N | P | Bp | Bc | Diff |
| - | -------------------- | --- | - | - | - | - | -- | -- | ---- |
| 1 | Yougoslavie          | 4   | 2 | 2 | 0 | 0 | 23 | 14 | 9    |
| 2 | Hongrie              | 2   | 2 | 1 | 0 | 1 | 18 | 22 | -4   |
| 3 | Allemagne de l'Ouest | 0   | 2 | 0 | 0 | 2 | 18 | 23 | -5   |

| Équipe 1    | Score   | Équipe 2             |
| ----------- | ------- | -------------------- |
| Yougoslavie | 11 – 8  | Allemagne de l'Ouest |
| Hongrie     | 12 – 10 | Allemagne de l'Ouest |
| Yougoslavie | 12 – 6  | Hongrie              |

## Finales
Elles opposent les équipes placées au même rang lors du tour principal.
| Match                  | Équipe 1             | Score      | Équipe 2    |
| ---------------------- | -------------------- | ---------- | ----------- |
| Finale                 | Allemagne de l'Est   | 11 – 8     | Yougoslavie |
| Match pour la 3e place | Hongrie              | 12 – 11a2p | Roumanie    |
| Match pour la 5e place | Allemagne de l'Ouest | 13 – 9ap   | Danemark    |

## Classement final
| Rang                      | Équipe               | J | G | N | P | Bp | Bc | Diff |  |
| ------------------------- | -------------------- | - | - | - | - | -- | -- | ---- |  |
| Médaille d'or, monde      | Allemagne de l'Est   | 5 | 5 | 0 | 0 | 59 | 41 | +18  |  |
| Médaille d'argent, monde  | Yougoslavie          | 5 | 3 | 1 | 1 | 57 | 44 | +13  |  |
| Médaille de bronze, monde | Hongrie              | 5 | 3 | 0 | 2 | 50 | 45 | +5   |  |
| 4                         | Roumanie             | 5 | 1 | 2 | 2 | 52 | 53 | –1   |  |
| 5                         | Allemagne de l'Ouest | 5 | 2 | 0 | 3 | 52 | 51 | +1   |  |
| 6                         | Danemark             | 5 | 2 | 1 | 2 | 50 | 54 | –4   |  |
|                           |                      |   |   |   |   |    |    |      |  |
| 7                         | Norvège              | 4 | 1 | 1 | 2 | 33 | 41 | –8   |  |
| 8                         | Pays-Bas             | 4 | 1 | 0 | 3 | 31 | 46 | –15  |  |
| 9                         | Japon                | 4 | 0 | 1 | 3 | 37 | 46 | –9   |  |

En plus de la Yougoslavie, pays organisateur, l'Allemagne de l'Est, la Hongrie, la Roumanie et l'Allemagne de l'Ouest sont qualifiées pour le Championnat du monde 1973.

## Statistiques individuelles
| Rang | Joueuse                      | Équipe               | Buts |
| ---- | ---------------------------- | -------------------- | ---- |
| 1    | Hideyo Taramizu              | Japon                | 22   |
| 2    | Mara Torti (hr)              | Yougoslavie          | 20   |
| 3    | Kristina Richter-Hochmuth    | Allemagne de l'Est   | 19   |
| 4    | Ana Knežević                 | Yougoslavie          | 16   |
| 5    | Rozália Soós (ro)            | Roumanie             | 15   |
| 6    | Gerda Reitwießner (de)       | Allemagne de l'Ouest | 14   |
| 6    | Borbála Tóth Harsányi        | Hongrie              | 14   |
| 8    | Doina Petruţa Băicoianu (ro) | Roumanie             | 13   |
| 9    | Karen Fladset                | Norvège              | 12   |
| 9    | Waltraud Kretzschmar         | Allemagne de l'Est   | 12   |
| 9    | Karen Rasmussen              | Danemark             | 12   |